# Лесковец в Подборшту
Лесковец в Подборшту (словен. Leskovec v Podborštu) је насељено место у општини Севница, Посавска регија, Словенија.

## Историја
До територијалне реорганизације у Словенији био је у саставу старе општине Севница.

## Становништво
У попису становништва из 2011. Лесковец в Подборшту је имао 84 становника.
| Број становника према пописима | Број становника према пописима | Број становника према пописима |
| ------------------------------ | ------------------------------ | ------------------------------ |
| 1991                           | 2002                           | 2011                           |
| 80                             | 64                             | 84                             |

Напомена: До 1953. исказивано под именом Лесковец. Године 2017. извршена је мања размена територија између насеља Лесковец в Подборшту и Шентјанжу.